# Пратт, Сьюзен Мэй
Сью́зан Мэй Пратт (Susan May Pratt; 8 февраля 1974 года, Лансинг, Мичиган, США) — американская актриса. Наиболее известна по роли Морин Каммингс в фильме «В центре сцены», а также Манделы в фильме «10 причин моей ненависти».

## Биография
Сьюзан Пратт родилась в городе Лансинг (штат Мичиган, США). Её отец, Скотт Пратт — профессор теоретической ядерной физики Мичиганского Государственного университета.
Сьюзан Пратт училась в средней школе Ист-Лансинг (англ. East Lansing High School), затем продолжила образование в Бард-Колледже (Bard College), на кампусе Саймонс-Рок.
Начала сниматься в кино с 1990-х годов.

## Личная жизнь
В мае 2006 года вышла замуж за актёра Кеннета Митчелла. 7 июля 2007 года у них родилась дочь — Лайла Руби Митчелл (Lilah Ruby Mitchell).
24 февраля 2024 года стала вдовой из за смерти мужа
Увлекается бразильским джиу-джитсу.

## Фильмография
| Год  | Название                 | Роль                | Примечания                            |
| ---- | ------------------------ | ------------------- | ------------------------------------- |
| 2010 | Off Карта                | Бекки               | Episode: «я дома»                     |
| 2010 | Защитники                | Лаура Рид           | Episode: «Лас-Вегасе против Рейд»     |
| 2010 | Mad Men                  | Матери              | Episode: «руками и ногами»            |
| 2009 | Частная практика         | Барбара             | Episode: «Слип Slidin 'Away»          |
| 2009 | Закон Естественно        | Кристи Лернер       |                                       |
| 2008 | бросали звезды           | Ребекка             |                                       |
| 2006 | Дрейф                    | Эми                 |                                       |
| 2003 | Голод                    | Шелли Хантер        |                                       |
| 2003 | Undermind                | Оливия / Lucy       |                                       |
| 2003 | Зачарованные             | Миранда / Нимфа № 1 | Episode: «Нимфы просто хотят веселья» |
| 2002 | В поисках рая            | Джильда Маттеи      |                                       |
| 2001 | Подвески для Easy Life   | Маргарита           |                                       |
| 2000 | Center Stage             | Морин Каммингс      |                                       |
| 1999 | Drive Me Crazy           | Алисия DeGasario    |                                       |
| 1999 | 10 причин моей ненависти | Манделла            |                                       |
| 1998 | Замена. Последний урок   | Аня Томассон        |                                       |
| 1998 | No Looking Back          | Энни                |                                       |